# Nyíregyháza Tigers 2013
Questa voce raccoglie le informazioni riguardanti i Nyíregyháza Tigers nelle competizioni ufficiali della stagione 2013.

## Hungarian Football League 2013

### Stagione regolare
| Győr 7 settembre 2013, ore 15:00 1ª giornata | Győr Sharks | 41 – 27 referto | Nyíregyháza Tigers | Elektromos Sporttelep |

| Nyíregyháza 14 settembre 2013, ore 15:00 2ª giornata | Nyíregyháza Tigers | 7 – 56 (0-20 0-14 7-14 0-8) referto | Budapest Hurricanes | Nyíregyházi Városi Stadion |

| Nyíregyháza 28 settembre 2013, ore 15:00 4ª giornata | Nyíregyháza Tigers | 35 – 40 (7-7 0-20 14-0 14-13) referto | Újbuda Rebels |  |

| Budapest 13 ottobre 2013, ore 15:00 6ª giornata | Budapest Wolves | 55 – 19 (21-12 27-0 0-0 7-7) referto | Nyíregyháza Tigers | Angyalföldi Sportközpont |

## Statistiche di squadra
| Competizione      | %Vittorie | In casa | In casa | In casa | In casa | In casa | In casa | In trasferta | In trasferta | In trasferta | In trasferta | In trasferta | In trasferta | Totale | Totale | Totale | Totale | Totale | Totale |
| Competizione      | %Vittorie | G       | V       | N       | P       | Pf      | Ps      | G            | V            | N            | P            | Pf           | Ps           | G      | V      | N      | P      | Pf     | Ps     |
| ----------------- | --------- | ------- | ------- | ------- | ------- | ------- | ------- | ------------ | ------------ | ------------ | ------------ | ------------ | ------------ | ------ | ------ | ------ | ------ | ------ | ------ |
| Stagione regolare | .000      | 2       | 0       | 0       | 2       | 42      | 96      | 2            | 0            | 0            | 2            | 46           | 96           | 4      | 0      | 0      | 4      | 88     | 192    |
| Totale            | .000      | 2       | 0       | 0       | 2       | 42      | 96      | 2            | 0            | 0            | 2            | 46           | 96           | 4      | 0      | 0      | 4      | 88     | 192    |